# Hanus Thorleifsson
Hanus Thorleifsson (Tórshavn, 19 dicembre 1985) è un ex calciatore faroese, di ruolo centrocampista.